# Chlamisus himalayanus
Chlamisus himalayanus es un coleóptero de la familia Chrysomelidae.
Fue descrita científicamente en 1997 por Medvedev & Sprecher-Uebersax.